# Битка код Андрасоса
Битка код Андрасоса или  Адрасоса била је војни сукоб који се одиграо 8. новембра 960. године  у непознатом планинском пролазу у планинама Тауруса, између Византијаца, предвођених  Лавом Фоком млађим, и снага Хамданидског емирта Алепа под заповедништвом Саифа ел Давле.
Саифу ел Давли je пошло  за руком да успостави  емират са седиштем у граду Алепу 945.године, и врло брзо је успео да се истакне као главни муслимански противник Византијског царства  на његовим источној граници.Обе старане  покренуле су  походе и контранападе са наизменичним успехом: Хамданиди су продирали у византијске провинције на простору Мале Азијe,  тако што су Византијци извршивши поход на хамданидске поседе у Горњој Месопотамији и северној Сирији .
Средином 960-тих, искористивши одсуство већег дела Византијске војске због њеног похода усмереног против емирата Крита, хамданидски принц је покренуо  још једну инвазију на Малу Азију, и продро дубоко у византијску територију, створивши притом не само дубок већ и широк појас територије под својом влашћу на подручју Кападокије. Међутим, на свом повратку његова војска је нападнута  из заседе од стране Лава Фоке у пролазу Андрасоса. Сам Саиф ел Давла једва је успео да умакне, али је његова војска била уништена.
Након низа Византијских успеха из претходних година, по мишњењу моногих научика у бици код Андрасоса је коначно  сломљњна снага Хамданидског емирта. Изгубивши своју моћ, као последицу болести која су захватила подручја под његовом контролом, Саиф ел Давла, никад више неће бити способан да врши походе тако дубоко у византијске територије. Предвођени Лавом, тј. братом Нићифора Фоке, Византијци су сада покренули непрекидну офанзиву током косу  до 969.год. покорене Киликија и северна Сирија око Антиохије, што је за последицу имало стављање у вазални положај самог Алепа. 

## Позадина
Средином 10 века, након периода ширења на својим источним границама , под вођством Јована Куркуаса, и ширењем  на рачун муслиманских пограничних  емирата, Византијско царство суочило се са хамданидским принцом Саиф ел Давалом.  Године 945.н.е., Саиф ел Давла је учинио  Алепо својом престоницом, и за кратко време наметнуо своју власт широм северне Сирије, над већином Џазире (Горња Месопотамија), и над оним што је остало од Абасидских пограничних округа (тугур-а) на граници са Византијом. Посвећен духу џихада, за време две наредне деценије хамаданисдски владар истакао се као главни непријатељ Византијаца. До своје смрти 967.год. Саиф ел Давла борио се према сопственим речима у више од четрдесет битака против Византинаца.
Након што се учврстио у Алепу, у зиму 945-946, Саиф ел Давла је покренуо свој први поход на византијску територију, али је постигнуто примирје тако да је званични рат могао почети само 948. На почетку, Византијце су предводили Доместик Схола (као главно командујући) и Варда Фока Старији, али иако се показао као довољно способан заповедник на нижем положају, његово постављање на  положај главнокомадујућег показало се у великој мери као погрешно.У периоду од 948–950.год  Византијци су успели да постигну неколико успеха, похаравши погранична утврђења Хдат и Мараш, и заузевши Теодосипољ, чиме су ставили тачку на постојање муслиманског пограничног емирата на том подручју. Вардин други син, Лав, истакао се тих година, предводећи заузимање Хадата, као и јуришем којим је стигао до обода Антиохије и победио хамданидску војску. У новембру 950 године Лав је забележио велики успех против Саиф ел Давле, који је претходно напредовао дубоко кроз византијску Малу Азију из Киликије и победио Варду у битци. Недуго затим, Лав је поставио заседу хамданидској војсци која се враћала кући из похода у планинском пролазу, при чему је Сиф ел Давла  изгубио  8 000 људи и једва успео да побегне.
Након претрпљеног пораза, Саиф ел Давла је упркос томе одбио понуде за мир упућене од Византинаца, и наставио са својим походима. Што је још битније, успео је да поврати погранична утврђења Киликију и севену Сирију, укључујући Мраш и Хадат.Врада Фока је неколико пута заредом покушао да га спречи али је сваки пут био поражен ,  услед чега је изгубио чак и свог најмалђег сина Константина, који је пао у хамданидско  заробљеништво. Године 955.н.е . Вардини неуспеси узроковали су његову смену а уместо њега за главнокомандујућег је био  постављњн његов  старији син  Нићифор Фока. Војска је опет кренула у поход овага пута предвођена способним војсковођама Нићифором и Лавом, и њиховим рођаком Јованом  Цимискијем, а ратна срећа је почела да се окреће против хмаданидскг емира. Године 956. Цимискије је поставио заседу Саифу ел Двли али је хамданидска војска, која је водила борбе током изузетно јаке кише, успела да одбаци Византијце натраг, међутим, у исто време дошло је до преокрета, услед чега је Лав фока победио а затим и заробио Абу ел Ашаира, рођака Саифа Ел Давле, у близини Дулука. Град Хадат је још једном  похаран 975.године, као и Самосата 958.год, након чега је Цимискије однео велику победу над Саифом ел Давлом лично. Године  957-е,Лав Фока је смелим походом  протутњао  кроз Киликију до Дијар Бакра и назад у Сирију ,оставивши иза себе трагове разарања и пустоши.

## Инвазија Саифа ел Давле на Кападокију
Почетком лета 960. године, Саифу ел Давли  се указала прилика да преокрене своје недавне неуспехе и поново успостави своју позицију: најбоље трупе византијске војске, и сам Никифор Фока, напустили су источну границу кренувши у поход против Критског емирата. Са својим  трупама смештеним у граду Тарсиот покренуо је инвазију на византијску територију из Киликије, док је његов заповедник Наја покренуо истовремени напад из Мајафарикина у западној Џазири.
Лава Фока добио је задатак да се директно супротстави хамданиском емиру, који је, према византијским хроничарима, био постављен за Доместика схоле Запада (тј. европских војски) након приступања Романа II у новембру 959. (са Никифором). назван Доместиком схоле Истока) који су управо победили Мађаре за време њиховог упада у Тракију  током смелог ноћног напада на њихов логор. Хришћански арапски хроничар из 11. века Јахја од Антиохије, међутим, извештава да је Лав био постављен за Доместика Истока и да је остао на источној граници током 959–960, предводећи упаде у области које су биле под влашћу Хамданида све до инвазије Сајфа ел Давле. Бројност снага којима је Фока располагао није позната, али су очигледно биле знатно инфериорније по броју од војске хамданиског владара.
На челу изузетно бројне коњице — бројеви наведени у изворима варирају од 3.000 до чак 30.000 — Саиф ел Давла је напао византијску територију и напредовао без отпора до тврђаве Харсианон, главног града истоимене теме. Тамо су он и његова војска опљачкали тврђаву и масакрирали градски гарнизон; опљачкали су и запалили околину и њена насеља а затим узели много заробљеника. Осим Карсианона, чини се да су инвазије били поштеђени само утврђени центри и градови. Заиста, Гаруд сматра да се након Карсианона, Саиф ел Давла, вероватно окренуо ка западу како би максимално повећао подручје које је пустошио током напада.
Пред крај јесени, Саиф ел Давла је коначно кренуо да  се врећа кући из похода, поневши са собом богат плен и заробљенике. Његов савременик и византијски историчар Лав Ђакон даје живописан портрет хамданидског принца, који је, усхићен успехом свог напада и пун самопоуздања, јурио тамо-амо заједно са својим трупама на свом коњу, кобили „изузетне величине и брзина“, бацивши копље у ваздух и поново га хватајући са изузетном спретношћу.

## Заседа код Андрасоса
У међувремену Лав Фока, вишеструко надбројан од стране Арапске војске, одлучио је да се још једном ослони на своју опробану тактику постављања заседе, заузевши положај у арапској позадини, ишчекујући повратак противничке војске. Лаву су се придружиле преостале снаге из суседних провинција, укључујући  тему Кападокија под заповедништвом стратега Константина Малеиноса, и заједно заузели уски пролаз  Клиндроса на југозападним пределима планина Таурус између Киликије и Кападокије. Византијске снаге су заузеле локално утврђење, и сакриле се дуж стрмина самог пролаза. Према наводима Арапског  хроничара Абул Фида, ово је био онај исти пролаз кроз који је Саиф ел Давла прошао на почетку свог похода, многе његове војсковође саветовале су му да га не користи за повратак,Тарсијци су чак препоручили да крене за њима приликом повлачења, јер су користили друг руту за повратак. Ипак, хамданидски принц, чије је рсуђивање у том тренутку било помућено скорашњим успесима, понео се веома надмено,одбиши да послуша било чији савет, и покушао  да за себе приграби све заслуге из овог похода. Тарсијци су се сами повукли, што их је и сачувало од касније пропасти.
На дан 8. новембра 960. године, хамданиска војска је ушла  у пролаз, где су према Лаву Ђакону морали да се збију на врло уским и оштрим местима, кидајући своје формације,услед чега су били принуђени да пређу сваки предео стрмина што су боље могли.У оном тренутку кад је цела Арапска војска ушла у пролаз, укључујући њену комору и заробљенике које са собом водила, у кључном тренутку када се њена претходница приближавала јужном излзу из клисуре, Лав Фока дао је знак за напад. Праћени свирањем труба, византијски војници подигли су велику вику (узвике ), почели да нападају арапске колоне, да их гађају стенама или деблима која су почели да бацају на ниже како би поклопили непријатеља. Битка која је потом уследила дoвела је до убедљивог пораза муслимана. Многи Арапи су убијени, Лав Ђакон тврди да су њихове кости још биле видљиве на само месту битке много година касније-а још више их је одведено у заробљеништво- при чему је Јован Скилица навео да је толико много заробљеника  узето да су градови и села били препуни заробљеника. Ослобођени су сви заробљени хришћани а сав плен од пљачке повраћен, док је благо и сам транспорт Саиф ел Давле заробљен. Сам хамнданидски принц једва је успео да побегне,према спису Теофана Настављача; он се спасао када му је Византијски одметник по имену Јован дао свог коња како би побегао, док Лав Ђакон извештава како је овај бацио на земљу златне или сребрне новчиће иза себе како би успорио своје прогонитеље.
Према сиријском хроничару из 13 века Бару Хебреју,од великих експедиционих трупа које је окупио, Саиф ел Давла је успео да се врати у Алепо са само  300 преосталих коњаника. Неколико најистакнутијих хамданидких војсковођа пало је у ропство или било заробљено током ове битке. Поједини Арапски извори помињу заробљавање Саиф ел Давлиног рођака Абул Ашира и Абу Фираса ел Хамданија, али већина хроничара и модерних научника смештају ове догађаје у различите периоде (956.год. за Абдул Ашира, и  962.год за Абу Фираса). Његов нећак Мухамед ,син Насира ел Давле, је  био  ухваћен, док је кадија Алепа, Абул Хусејин ел Раки, одведен у заробљеништво или је пао у битци према неким изворима. Бар Хебреј такође бележи и смрти заповедника"Хамид ибн Намуса" и "Мусе-Саја Кана".
Лав Фока је ослободио византијске заробљенике након што им је обезбедио намирнице, а плен и арапске заробљенике вратио у Цариград, где је на хиподрому прославио своју велику победу. И заиста, битка код Андрасоса оставила је јак утисак на савременике, изазвавши са једне стране  салве славља широм целог царства, а са друге стране тугу и јадиковање у сиријским градовима.Oва битка спомиње се у свим историјским изворима тога доба, што је и поткрепљено византиском научно-војном расправом под називом; De velitatione bellica ("О заседном(герилском ) Ратовању") као једном од главних примера успешне заседе.

## Последице
Савремени арапски историчари, као што су Мариус Канард и Ј. Б. Бикази, обично пораз код Андрасоса сматрају одлучујућим догађајем који је заувек уништио хамданидску офанзивну способност и отворио пут за касније успехе Нићефора Фоке. Разарајуће последице по Саиф ел Давлу које су наступиле  услед византијског удара,  доћи ће до изражаја у наредним годинама и сматраће се неизбежним резултатом  ове битке. Гарод пак , с друге стране, тврди да је владар Хамданида био у стању да се опорави од овог пораза  као што је то било у сличним приликама које су му се и раније догађале, као  и да су снаге Наје и његових савезника Тарсиота остале нетакнуте; међутим, за разлику од катастрофалних последица које ће по њега уследити, чуди и то што изгледа да његова моћ није била  угрожена чак ни непосредно након ове  битке.
Напад Саифа ел Давле 960. предстаљао је ипак последњи удар овог обима и амбиције, а Византинци му након оваога више нису дозволили да поврати снагу: чим се Нићифор Фока вратио као победник са острва Крит средином 961. године, наставио је са офанзивом на истоку. Византинци су након тога заробили Аназарба у Киликији а затим предузели пустошење заузете територије и  започели са сламањем отпора непријатељског муслиманскох становиштва  као би га потиснули са ове територије која је поново враћена после дуго времена својој матичној хришћанској земљи. Покушаји Саифа ел Давле да заустави напредовање Византије у Киликији су пропали, а Нићифор Фока, је са војском од 70.000 људи,   заузео градове Мараш, Сисијум, Дулук и Манбиџ, обезбедивши  тиме западне прелазе преко планине Анти-Таурус. Саиф ел Давла је послао своју војску на север под  Нађом у сусрет Византинцима, али их је Нићифор игнорисао. Уместо тога, овај византијски војсковођа је повео своје трупе на југ и средином  децембра, оне су се изненада појавиле пред гардом Алепом. Тамо су поразили својеврсну импровизовану непријатељску војску пред градским зидинама. Византинци су упали у град и опустошили га, осим цитаделе, која је наставила да се држи. Византинци су одавде отишли почетком 963. године, одводећи велики део становништва са собом као заробљенике. Године 963., након смрти цара Романа II, Нићифор је усмерио своју пажњу на борбу за власт, након чега је и  дошао на царски трон.
Порази из претходних година, а посебно губитак Алепа, задали су неповратан ударац моћи и престижу Саифа ел Давле. Од тада, па све до његове смрти, владавина Саифа ел Давле биће оптерећена побунама и споровима између његових потчињених. У исто време, хамданидски принц је уз то патио од физичког пропадања, за које се предпоставља да је било узроковано  појавом хемиплегије, као и погоршањем цревних и уринарних поремећаја, који су га ограничили на често лежање, уместо активног ангажовања. Болест је ограничила могућност Саифа ел Давле да лично узме учешћа у пословима своје државе; након чега је убрзо  напустио Алеп под оптужбом свог коморника, Каркије, и провео већину својих последњих година у Маиафарикину, остављајући својим старијим официрима да се носе са теретом ратовања против Византинаца и разних побуна које су се све чешће дешавале на његовим поседима.
У јесен 964.год Нићифор, је сада већ као цар, кренуо  у поход на исток и опсео Мопсеустију. Мопсуестија , је иако  опљена, ипак је успела да се одржа. Нићифор се вратио следеће године,и упао у град да би затим протерао његове становнике. 16. августа 965, док су град Тарс  предали његови становници. Након овога Киликија је постала византијска провинција, а Нићифор ју је поново христијанизовао. Усред побуна и византијских напада све до подручја Џазире, Саиф ел Давла је умро у Алепу у току фебруарара 967. године.
Његов син и наследник, Са'д ел Давла, био је суочен са сталним унутрашњим превирањима, и није успео да обезбеди контролу над сопственом престоницом све до 977. године. Пре овога,тачније 28. октобра 969. године, Антиохија је већ пала у руке Византинаца. Пад ове велике метрополе северне Сирије убрзо је испраћен закључењем Сафарског споразума између Византинаца и Каркије, владара Алепа, којим је град постао вазал-савезник. Византијска власт је проширена на цео некадашњи Тхугхур, као и на обални појас Сирије између Средоземног мора и реке Оронт све до околине Триполија, Арке и Шаизара. Окрњени емират Алепа  остао је готово немоћан и постао је камен спотицања између Византинаца и нове силе Блиског истока, Фатимидског калифата у Египту.